# Updateos
Updateos – podobny w działaniu do apt-get system zarządzania pakietami dla dystrybucji KateOS, który współpracując z PKG pozwala na instalowanie pakietów TGZex (rozwiązując automatycznie ich zależności) z repozytoriów oraz zapewnia możliwość ich aktualizacji.